# Этрусса
Этрусса́ (фр. Étroussat) — коммуна во Франции, находится в регионе Овернь. Департамент коммуны — Алье. Входит в состав кантона Шантель. Округ коммуны — Мулен.
Код INSEE коммуны — 03112.

## Население
Население коммуны на 2008 год составляло 701 человек.
| 1962 | 1968 | 1975 | 1982 | 1990 | 1999 | 2008 |
| ---- | ---- | ---- | ---- | ---- | ---- | ---- |
| 684  | 705  | 672  | 624  | 647  | 605  | 701  |

## Экономика
В 2007 году среди 408 человек в трудоспособном возрасте (15—64 лет) 291 были экономически активными, 117 — неактивными (показатель активности — 71,3 %, в 1999 году было 66,3 %). Из 291 активных работали 264 человека (156 мужчин и 108 женщин), безработных было 27 (10 мужчин и 17 женщин). Среди 117 неактивных 28 человек были учениками или студентами, 36 — пенсионерами, 53 были неактивными по другим причинам.

## Достопримечательности
- Замок Дузон (XIV и XVIII века)